# Neachrostia diapera
Neachrostia diapera är en fjärilsart som beskrevs av George Francis Hampson 1926. Neachrostia diapera ingår i släktet Neachrostia och familjen nattflyn. Inga underarter finns listade i Catalogue of Life.